# Applied Animal Behaviour Science
Applied Animal Behaviour Science is een internationaal, aan collegiale toetsing onderworpen wetenschappelijk tijdschrift op het gebied van de
veeteelt,
gedragswetenschap en
diergeneeskunde.
De naam wordt in literatuurverwijzingen meestal afgekort tot Appl. Anim. Behav. Sci.
Het wordt uitgegeven door Elsevier en verschijnt 8 keer per jaar.